# پیر مشن
پیر مشن (فرانسوی: Pierre Méchain‎; ۱۶ اوت ۱۷۴۴ – ۲۰ سپتامبر ۱۸۰۴) دانشمند ستاره‌شناس و نقشه‌بردار اهل فرانسه بود. وی به همراه شارل مسیه از اولین اشخاصی بودند که دگرهستی‌ها در ژرفای آسمان و دنباله‌دارها را کاتولوگ کردند.
وی همچنین برندهٔ جوایزی همچون همکار انجمن سلطنتی شده‌است.

## اکتشافات
خوشه ستاره‌ای باز
      خوشه ستاره‌ای کروی
      سحابی
      سحابی سیاره‌نما
      بازمانده ابرنواختر
      کهکشان
      دیگر
| شماره اجرام مسیه  | شماره کاتالوگ عمومی جدید      | نام عمومی              | تاریخ کشف      | نوع شی                | فاصله (سال نوری) | صورت فلکی         | قدر ظاهری |
| ----------------- | ----------------------------- | ---------------------- | -------------- | --------------------- | ---------------- | ----------------- | --------- |
| ام ۶۳             | NGC 5055                      | کهکشان آفتابگردان      | ۱۴ ژوئن ۱۷۷۹   | کهکشان مارپیچی        | ۳۷٬۰۰۰           | تازی‌ها            | ۸٫۵       |
| مسیه ۷۲           | NGC 6981                      |                        | ۳۰ اوت ۱۷۸۰    | خوشه ستاره‌ای کروی     | ۵۳               | دلو (صورت فلکی)   | ۱۰٫۰      |
| مسیه ۷۴           | NGC 628                       |                        | سپتامبر ۱۷۸۰   | کهکشان مارپیچی        | ۳۵٬۰۰۰           | ماهی              | ۱۰٫۵      |
| مسیه ۷۵           | NGC 6864                      |                        | ۲۷ اوت ۱۷۸۰    | خوشه ستاره‌ای کروی     | ۵۸               | کمان              | ۹٫۵       |
| سحابی دمبل کوچک   | NGC 650, NGC 651              | Little Dumbbell Nebula | ۵ سپتامبر ۱۷۸۰ | سحابی سیاره‌نما        | ۳٫۴              | برساووش           | ۱۰٫۱      |
| مسیه ۷۷           | NGC 1068                      | Cetus A                | ۲۹ اکتبر ۱۷۸۰  | کهکشان مارپیچی        | ۶۰٬۰۰۰           | نهنگ              | ۱۰٫۵      |
| مسیه ۷۸           | NGC 2068                      |                        | Begin 1780     | سحابی                 | ۱٫۶              | شکارچی            | ۸٫۰       |
| مسیه ۷۹           | NGC 1904                      |                        | ۲۶ اکتبر ۱۷۸۰  | خوشه ستاره‌ای کروی     | ۴۰               | خرگوش (صورت فلکی) | ۸٫۵       |
| مسیه ۸۵           | NGC 4382                      |                        | ۴ مارس ۱۷۸۱    | کهکشان عدسی           | ۶۰٬۰۰۰           | گیسو              | ۱۰٫۵      |
| مسیه ۹۴           | NGC 4736                      |                        | ۲۲ مارس ۱۷۸۱   | کهکشان مارپیچی        | ۱۴٬۵۰۰           | تازی‌ها            | ۹٫۵       |
| مسیه ۹۵           | NGC 3351                      |                        | ۲۰ مارس ۱۷۸۱   | کهکشان مارپیچی میله‌ای | ۳۸٬۰۰۰           | شیر               | ۱۱٫۰      |
| مسیه ۹۶           | NGC 3368                      |                        | ۲۰ مارس ۱۷۸۱   | کهکشان مارپیچی        | ۳۸٬۰۰۰           | شیر               | ۱۰٫۵      |
| سحابی جغد         | NGC 3587                      | Owl Nebula             | ۱۶ فوریه ۱۷۸۱  | سحابی سیاره‌نما        | ۲٫۶              | خرس بزرگ          | ۹٫۹       |
| مسیه ۹۸           | NGC 4192                      |                        | ۱۵ مارس ۱۷۸۱   | کهکشان مارپیچی        | ۶۰٬۰۰۰           | گیسو              | ۱۱٫۰      |
| مسیه ۹۹           | NGC 4254                      |                        | ۱۵ مارس ۱۷۸۱   | کهکشان مارپیچی        | ۶۰٬۰۰۰           | گیسو              | ۱۰٫۵      |
| مسیه ۱۰۰          | NGC 4321                      |                        | ۱۵ مارس ۱۷۸۱   | کهکشان مارپیچی        | ۶۰٬۰۰۰           | گیسو              | ۱۰٫۵      |
| کهکشان فرفره      | NGC 5457                      | Pinwheel Galaxy        | ۲۷ مارس ۱۷۸۱   | کهکشان مارپیچی        | ۲۷٬۰۰۰           | خرس بزرگ          | ۷٫۹       |
| مسیه ۱۰۲          | (Not conclusively identified) |                        |                |                       |                  |                   |           |
| مسیه ۱۰۳          | NGC 581                       |                        | Mar–Apr 1781   | خوشه ستاره‌ای باز      | ۸                | ذات‌الکرسی         | ۷٫۰       |
| کهکشان کلاه‌مکزیکی | NGC 4594                      | Sombrero Galaxy        | ۱۱ مه ۱۷۸۱     | کهکشان مارپیچی        | ۵۰٬۰۰۰           | دوشیزه            | ۹٫۵       |
| مسیه ۱۰۵          | NGC 3379                      |                        | ۲۴ مارس ۱۷۸۱   | کهکشان بیضوی          | ۳۸٬۰۰۰           | شیر               | ۱۱٫۰      |
| مسیه ۱۰۶          | NGC 4258                      |                        | Jul 1781       | کهکشان مارپیچی        | ۲۵٬۰۰۰           | تازی‌ها            | ۹٫۵       |
| مسیه ۱۰۷          | NGC 6171                      |                        |                | خوشه ستاره‌ای کروی     | ۲۰               | مارافسای          | ۱۰٫۰      |
| مسیه ۱۰۸          | NGC 3556                      |                        | ۱۹ فوریه ۱۷۸۱  | کهکشان مارپیچی میله‌ای | ۴۵٬۰۰۰           | خرس بزرگ          | ۱۱٫۰      |
| مسیه ۱۰۹          | NGC 3992                      |                        | ۱۲ مارس ۱۷۸۱   | کهکشان مارپیچی میله‌ای | ۵۵٬۰۰۰           | خرس بزرگ          | ۱۱٫۰      |